# Песчаное (Счастьенский район)
Песчаное (укр. Піщане) — село, относится к Счастьенскому району Луганской области Украины.
Население по переписи 2001 года составляло 20 человек. Почтовый индекс — 93632. Телефонный код — 6472. Занимает площадь 0,28 км².

## Местная власть
93632, Луганська обл., Щастинський р-н, с. Ніжньотепле, вул. Центральна, 1  (укр.)